# Xhilda Lapardhaja
Xhilda Lapardhaja, trascritto anche come Gilda Lapardhaja (Berat, 30 maggio 1982), è un'attrice albanese che vive e lavora in Italia.

## Biografia
Esordì giovanissima come attrice, partecipando ad un episodio della prima stagione di Un medico in famiglia, nel ruolo di una ragazzina rom di 13 anni che stringe amicizia con la coetanea e compagna di scuola Maria Martini.
Successivamente, tra i suoi lavori vi sono i film De reditu - Il ritorno (2003) di Claudio Bondì, Ho voglia di te di Luis Prieto e Go Go Tales di Abel Ferrara (2007), la serie televisiva Butta la luna, dove ha ricoperto il ruolo dell'ex prostituta Sabrina (2006-2009), la serie L'ispettore Coliandro dei Manetti Bros., dove ha interpretato il ruolo ricorrente di Jelena (2009-2010), e la miniserie televisiva La mia casa è piena di specchi, dove ha impersonato Maria Scicolone (2010).
In teatro ha lavorato, tra gli altri, con Paolo Villaggio in Delirio di un povero vecchio, e con Pier Paolo Sepe in L'uomo piegato, di Toni Negri.

## Filmografia

### Cinema
- Prima del tramonto, regia di Stefano Incerti (1999)
- De reditu - Il ritorno, regia di Claudio Bondì (2004)
- Balletto di guerra, regia di Mario Rellini (2004)
- Schiuma d'onda, regia di Luigi Spagnol (2006)
- Go Go Tales, regia di Abel Ferrara (2007)
- Ho voglia di te, regia di Luis Prieto (2007)
- Mai abituarsi alle cose, regia di Giuseppe Eusepi – cortometraggio (2008)
- Betty Boop, regia di Matteo Scifoni – cortometraggio (2012)
- Bolgia totale, regia di Matteo Scifoni (2014)

### Televisione
- Un medico in famiglia – serie TV, episodio 1x14 (1999)
- La squadra – serie TV (2002-2006)
- Madre come te, regia di Vittorio Sindoni – film TV (2004)
- Distretto di Polizia – serie TV, 6 episodi (2006-2011)
- Butta la luna – serie TV (2006-2009)
- La stagione dei delitti – serie TV, episodio 2x03 (2007)
- L'ispettore Coliandro – serie TV, episodi 2x01-4x01 (2009-2010)
- Il capitano – serie TV, 2 episodi (2009-2010)
- La mia casa è piena di specchi, regia di Vittorio Sindoni – miniserie TV (2010) – Maria Scicolone
- Cugino & cugino – serie TV, 1 episodio (2011)
- Un caso di coscienza – serie TV, episodio 5x04 (2013)
- Rex – serie TV, 2 episodi (2014)

## Riconoscimenti
- 2008 – Roma Fiction Fest
  - Premio giuria scuola per new talent italiano della lunga serie italiana – assegnato dalla giuria popolare TimTribù (per L'ispettore Coliandro)